# Баборув (гмина)
Баборув (пол. Baborów) — городско-сельская гмина (волость) в Польше, входит как административная единица в Глубчицкий повет, Опольское воеводство. Население — 6276 человек (на 2011 год).

## Демография
Население гмины по состоянию на 2011 год:
| Перепись            | Всего | Мужчины | Женщины |
| ------------------- | ----- | ------- | ------- |
| Всего               | 6276  | 3121    | 3155    |
| Городское население | 3072  | 1495    | 1577    |
| Сельское население  | 3204  | 1626    | 1578    |

## Сельские округа
1. Бабице
2. Богухвалув
3. Червонкув
4. Дзедмаровы
5. Дзелюв
6. Ксенже-Поле
7. Ракув
8. Суха-Псина
9. Сулькув
10. Щыты
11. Тлустомосты
12. Ленги
13. Вежбно

## Соседние гмины
1. Гмина Глубчице
2. Гмина Кетш
3. Гмина Павловички
4. Гмина Петровице-Вельке
5. Гмина Польска-Церекев
6. Гмина Рудник